# Mosè (Michelangelo)

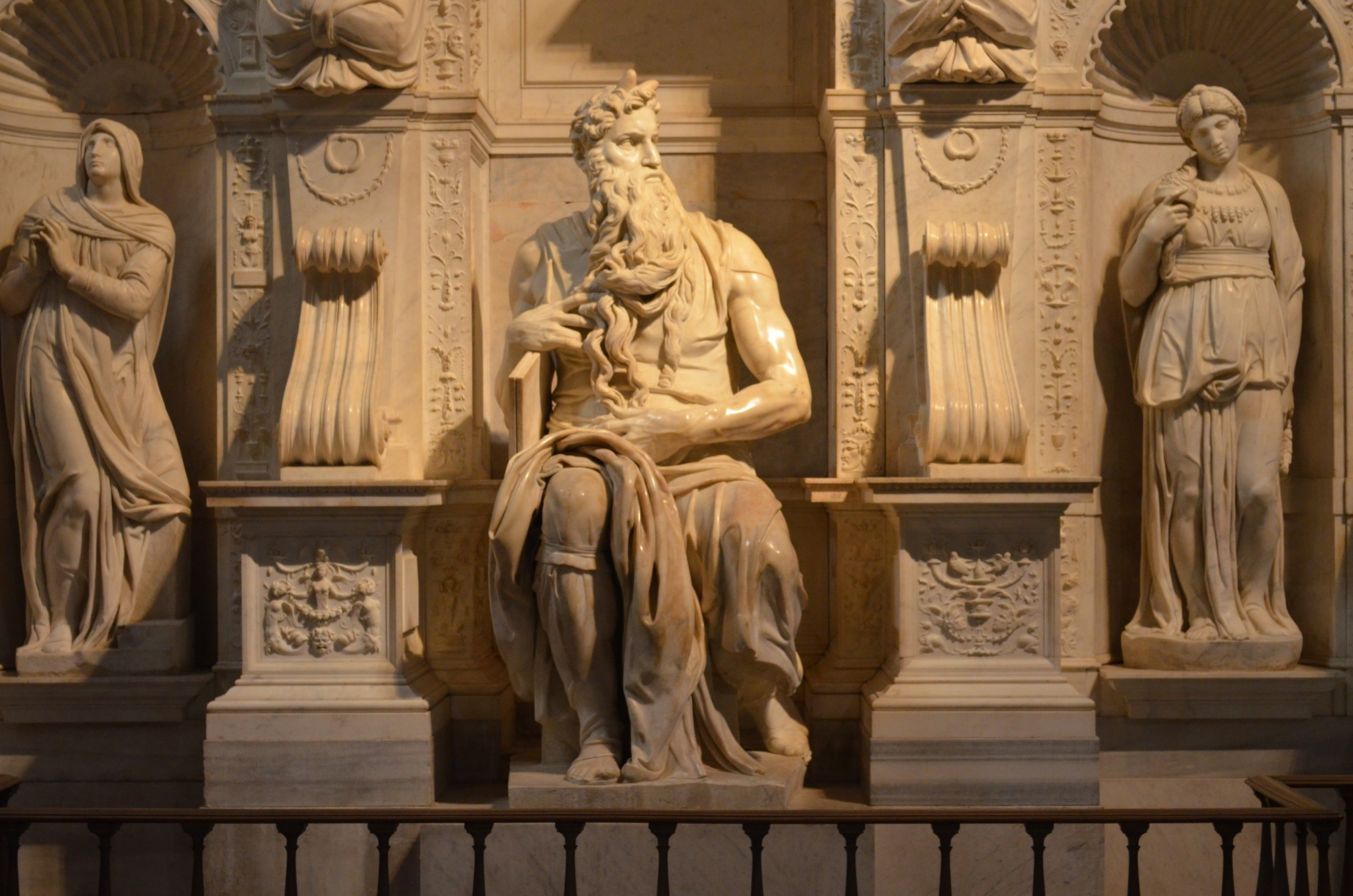
Mosè illuminato da un raggio di sole

Mosè è una scultura marmorea di Michelangelo Buonarroti, databile al 1513-1515 circa, ritoccata nel 1542 e conservata nella Basilica di San Pietro in Vincoli a Roma. La creazione, alta 235 cm, fa parte del complesso statuario concepito quale tomba di Giulio II. Tra le prime scolpite per il progetto del mausoleo del papa, fu anche l'unica tra quelle pensate fin dall'inizio ad essere usata nel ridimensionato risultato finale, che vide la luce solo dopo quarant'anni di tormentate vicende.

## Storia
Si immagina che fin dal primo progetto della tomba di Giulio II, del 1505, il registro superiore dovesse essere decorato da quattro figure sedute a tutto tondo, di grandezza superiore al naturale per la collocazione rialzata, raffiguranti Mosè, San Paolo (entrambi avevano ricevuto la rivelazione divina), e le personificazioni della Vita attiva e della Vita contemplativa.
L'opera paragona il Sommo Pontefice al principe degli Ebrei. Novità di primo piano, non viene raffigurato il papa defunto, ma la personalità biblica che meglio lo rappresentava. Secondo un disegno conservato a New York e databile a parere della maggioranza degli studiosi al 1505-1506, al centro del primo ordine, nello stesso luogo in cui è posta la statua di Mosè, era previsto un grande maestoso bronzeo relativo al Miracolo della manna, reso come una pioggia di ghiande (forse un'allusione al simbolo araldico dei Della Rovere).
Nel progetto del 1513, ripreso dopo la morte del papa e ridimensionato nel 1516, le statue occupavano ancora il registro superiore, ma invece di affacciarsi sulle due facce del monumento isolato, si trovavano affiancate agli angoli di un monumento addossato a una parete. Fu probabilmente in questo periodo che la statua del Mosè venne realizzata, quando l'artista scolpì anche i due Prigioni del museo del Louvre (Schiavo morente e Schiavo ribelle), prima dell'avvio dei lavori in San Lorenzo per Leone X e Clemente VII. 
Secondo una recente teoria, basata su un documento rinvenuto dal restauratore Antonio Forcellino, dopo il marzo del 1542 (25 anni dopo la creazione della statua) Michelangelo operò un'ardita rotazione della testa, accompagnandola con una torsione dinamica di tutto il corpo.
Mosè non si volta afferrando la barba per domare la propria passione e salvare le tavole, come aveva suggerito Sigmund Freud, secondo il quale l'episodio rappresenta Mosè che lascia cadere le tavole davanti al popolo che aveva adorato il vitello d'oro. 
Freud rileva un particolare:
inclinato obliquamente in avanti. Il bordo superiore procede in linea retta, mentre
quello inferiore mostra nella parte anteriore una sporgenza simile a un corno»
(Il Mosè di Michelangelo, 2018b: 43)
e ricostruisce la sequenza dei movimenti che hanno portato alla caduta della tavole.
Secondo Frommel, distoglie lo sguardo dagli altari nell'abside e nel transetto dove venivano venerate le catene di San Pietro e concesse le indulgenze a innumerevoli pellegrini, proprio come se avesse visto un nuovo vitello d'oro.

## Descrizione e stile

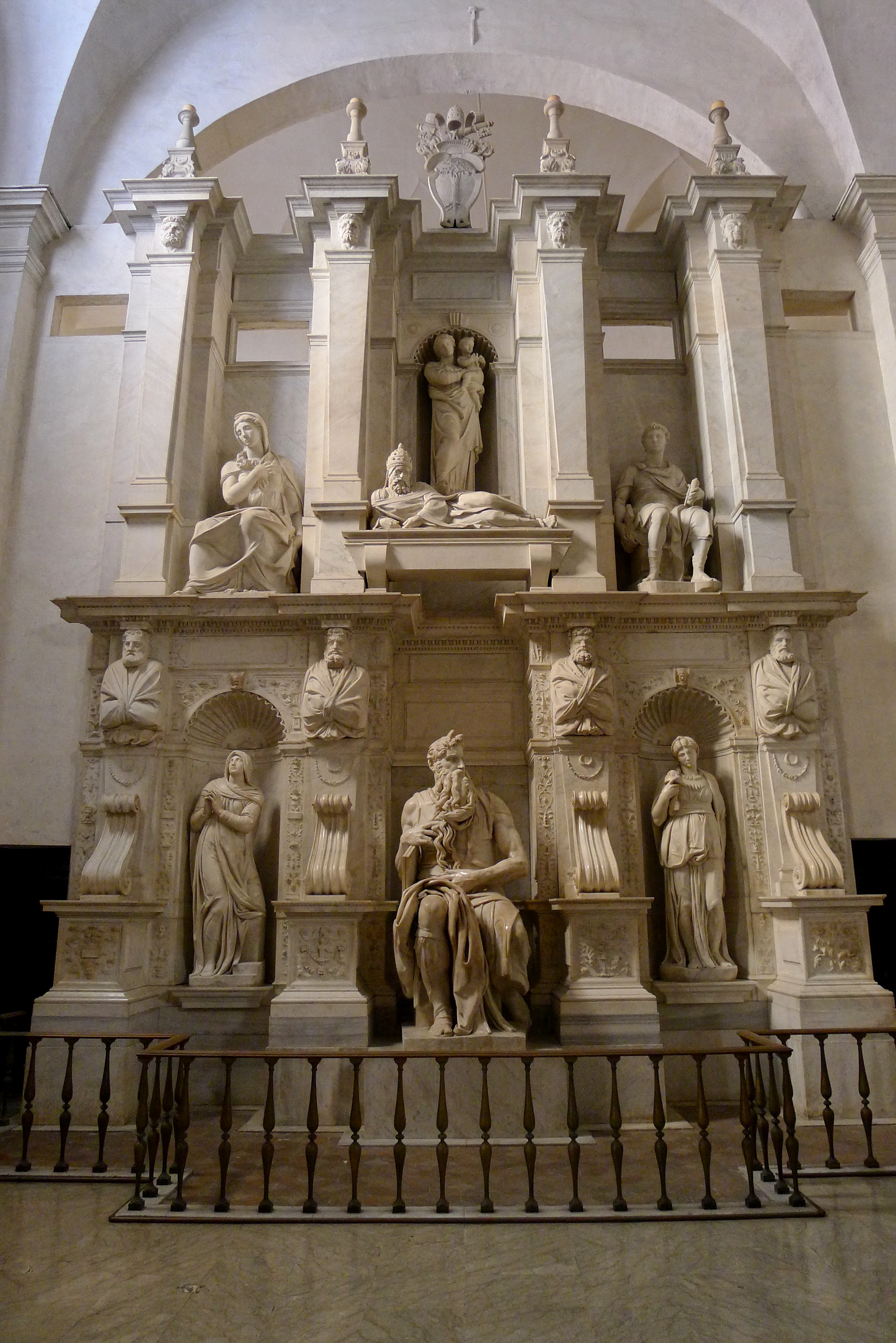
La tomba di Giulio II

La statua del Mosè occupa nel monumento a Giulio II la posizione al centro nel registro inferiore. Se nel progetto iniziale era solo una delle circa quaranta statue a tutto tondo previste, in quello finale ne divenne l'elemento primario poiché, come l'artista fece scrivere al suo biografo Ascanio Condivi, «questa sola statua è bastante a far onore alla sepoltura di papa Giulio».
Il profeta viene rappresentato in posizione seduta, con la testa barbuta rivolta a sinistra, il piede destro posato per terra e la gamba sinistra sollevata con la sola punta del piede posata sulla base. La posizione delle gambe ricorda quella del Profeta Isaia di Raffaello (1511-1512), che le fonti ricordano come elogiato dal Buonarroti. Il braccio sinistro è abbandonato sul grembo, invece quello destro regge le tavole della Legge, mentre la mano arriccia la lunga barba. Curiosamente le tavole della legge risultano rovesciate, come se fossero scivolate dalle braccia del Mosè. La statua, nella sua composizione, esprime la solennità e la maestosità del personaggio biblico. Celebre lo sguardo del Mosè definito come "terribile": esso è stato interpretato come espressione del carattere di Michelangelo, irascibile, orgoglioso e severo, per il quale è stato coniato il termine "terribilità".
Per quest'opera, Michelangelo si rifece a esempi quattrocenteschi, come il San Giovanni Evangelista di Donatello, e antichi come il Torso Belvedere e le antiche divinità fluviali. Da Donatello in particolare riprese la carica di energia trattenuta, soprattutto nel volto contratto e concentrato, ma amplificata da una maggiore carica dinamica, grazie allo scatto contrario della testa rispetto al corpo.
Le corna sul capo del Mosè, tipiche della sua iconografia, sono probabilmente dovute ad un errore di traduzione da parte di San Girolamo del Libro dell'Esodo (34-29), nel quale si narra che Mosè, scendendo dal monte Sinai, avesse due raggi sulla fronte. L'ebraico "karan" o "karnaim" - "raggi" - sarebbe stato confuso con "keren" - "corna". All'errore può aver contribuito anche il fatto che nel Medioevo si riteneva che solo Gesù potesse avere il volto pieno di luce.

## Leggende
È legato a questa scultura l'aneddoto leggendario secondo il quale Michelangelo, contemplandola al termine delle ultime rifiniture e stupito egli stesso dal realismo delle sue forme, abbia esclamato «Perché non parli?» percuotendone il ginocchio con il martello che impugnava.
A proposito della maestosa barba del Mosè, il Vasari disse che è scolpita con una perfezione tale da sembrare più «opera di pennello che di scalpello».
Secondo la fantasia popolare, nella barba del Mosè, sotto il labbro inferiore, leggermente a destra, Michelangelo avrebbe scolpito il profilo di papa Giulio II e una testa di donna.